# Damalina nitida
Damalina nitida là một loài ruồi trong họ Asilidae. Damalina nitida được Hermann miêu tả năm 1914. Loài này phân bố ở miền Ấn Độ - Mã Lai.